# Ping Pong Ball
Ping Pong Ball (hangul: 탁구공, RR: Takkookong), es una drama especial surcoreano transmitido del 17 de septiembre del 2018 hasta el 18 de septiembre del 2018 a través de JTBC. La serie está basada en el webtoon "Ping Pong Ball" de Jo Keum-san.

## Historia
Kim Young-joon, es un estudiante universitario de filosofía que tiene un gusto moderno y tiene su mundo interior; cuando le confiesa a su compañera Choi In-ha, que está enamorado de ella, está lo rechaza, por lo que Young-joon pasa por tiempos difíciles. 
Un día Young-joon conoce a Kim Deuk-hwan, un hombre excéntrico y misterioso que tiene muchos secretos y a la vez tiene conocimientos sobre varios temas, pero que no tiene hogar, por lo que vive debajo de un pequeño puente cerca del complejo de departamentos en donde Young-joon vive. Pronto Young-joon y Deuk-hwan comienzan a formar una gran amistad, cuando Deuk-hwan le cuenta sus propios problemas en el amor.
El drama seguirá a Young-joon y Deuk-hwan en su proceso de compartir sus emociones y cómo formarán una gran amistad sincera y única.

## Reparto
| Actor         | Personaje      | Ocupación                             | Número de episodios | Duración |
| ------------- | -------------- | ------------------------------------- | ------------------- | -------- |
| Ji Soo        | Kim Young-joon | Estudiante Universitario en Filosofía | 2                   | 2018     |
| Yoo Jae-myung | Kim Deuk-hwan  | -                                     | 2                   | 2018     |
| Choi Kwang-il | -              | Dueño del Bar                         | -                   | 2018     |
| Jung Young-ki | Sr. Choi       | -                                     | -                   | 2018     |
| Lee Ha-yool   | -              | -                                     | -                   | 2018     |
| Lee Hyun-kyun | -              | -                                     | -                   | 2018     |
| Seo Dong-gab  | -              | Hombre de Negocios                    | -                   | 2018     |
| Na Hae-ryung  | Choi In-ha     | Estudiante Universitaria              | -                   | 2018     |

## Episodios
El drama especial estuvo conformada por 2 episodios, los cuales fueron emitidos el lunes y martes a las 23:00 (KST).

## Producción
El drama está basado en el webtoon de Jo Keum-san.
Fue dirigida por Kim Sang-ho y contó con el guionista Park Ji-won (박지원).
La primera lectura del guion fue realizada el 8 de agosto del 2018.
La serie fue emitida a través de JTBC.